# Roberto Rocha
Roberto Coelho Rocha (São Luís, 4 de agosto de 1965) é um administrador, empresário e político brasileiro, filiado ao Republicanos.

## Carreira política
Formado em Administração de empresas pela Universidade Federal do Maranhão, Rocha já foi deputado estadual, deputado federal por três mandatos. Em 2002, candidatou-se ao governo do Maranhão. No mesmo ano, passou a apoiar Jackson Lago ao retirar candidatura em 25 de setembro de 2002. Em 2012, foi eleito como vice-prefeito de São Luís na chapa de Edivaldo Holanda Júnior.

### Deputado
Em 1994, foi eleito deputado federal pelo Maranhão pela primeira vez. Em 1998, foi reeleito. Além disso, ainda figurou em mais um cargo de deputado em 2006.

### Senador
Roberto Rocha foi eleito senador pelo Maranhão nas eleições de 2014, pelo PSB. Em novembro de 2015, votou contra a prisão de Delcídio Amaral. Em julho de 2017, votou contra a cassação de Aécio Neves no conselho de ética do Senado. Em setembro de 2017, ingressou no PSDB como pré-candidato ao governo do Maranhão. Em outubro de 2017, votou a favor da manutenção do mandato do senador Aécio Neves derrubando decisão da Primeira Turma do Supremo Tribunal Federal no processo onde ele é acusado de corrupção e obstrução da justiça por solicitar dois milhões de reais ao empresário Joesley Batista.
Em 2018 como relator da Comissão de Meio Ambiente do Senado, foi relator da PLS 263/2018, oriundo de ideia legislativa de origem popular, que visa combater a poluição por plásticos de uso único no Brasil, emitindo parecer favorável e melhorias no texto anterior aprovado pela CDH para o projeto de lei ainda em tramitação na casa, que deu origem a diversos projetos de lei similares, aprovados e em tramitação em diversos estados e municípios brasileiros. 

Em 2018, projeto de sua autoria no Senado foi aprovado, garantindo o acesso da defesa a provas durante inquérito policial antes mesmo do fim da investigação. Em 2019, foi designado presidente da Comissão Mista da Reforma Tributária.
Nas eleições de 2022 foi candidato à reeleição ao Senado pelo PTB. Acabou com 1.211.174 votos, porém teve apenas 35,56% dos votos válidos, perdendo para o ex-governador do Maranhão Flávio Dino (PSB).